# Zygodon nivalis
Zygodon nivalis là một loài rêu trong họ Orthotrichaceae. Loài này được Hampe mô tả khoa học đầu tiên năm 1865.